# Бог и Хрвати (филм)
Бог и Хрвати је документарни филм у режији Крсте Шканате из 1993.

## Синопсис
Преглед архивске грађе о почињеном геноциду у Независној Држави Хрватској. У филму су коришћени материјали Југословенске кинотеке и РТС РТБ.
Аутор је филм посветио свим жртвама усташког геноцида 1941-45. Међутим, завршава суморним снимцима новог геноцида, 50 година касније, и једном поуком из Светог писма:
Чувај се лажних пророка који дођу у јагњећој кожи а у души су прождрљиви вуци. (Матија 7, 15-20)

#### Француски
- Paris, Edmond (1960). Геноцид у сателитској Хрватској. Чикаго: American Institute for Balkan Affairs.
- Laurière, Hervé (1951). Убице у божије име. Париз: La Vigie.

#### Италијански
- Loi, Salvatore (1953). Југославија 1941. Торино: Il Nastro Azzurro.
- Malaparte, Curzio (1964). Kaputt. Фиренца: Vallecchi.
- Falconi, Carlo (1965). Ћутање Пија XII. Милано: Sugar Editore.

#### Немачки
- Deschner, Karlheinz (1965). Са Богом и фашистима. Штутгарт: Günther.
- Miller, Alfred (1961). "Хришћански" масакр у Хрватској 1941-1945. Die Freigeistige Aktion, No. 11.
- Hory, Ladislaus; Broszat, Martin (1964). Хрватска усташка држава 1941-1945. Штутгарт: DVA.
- Neubacher, Herman (1956). Специјални задатак на југоистоку, 1941-45, извештај једног летећег дипломате. Гетинген: Musterschmidt-Verlag.
- Hagen, Walter (1950). Тајни фронт. Цирих: Europa-Verlag.

#### Енглески
- Farrell, Monica (1949). Прождрљиви вуци. Глебе, Сиднеј: Protestant Publications.
- Aarons, Mark; Loftus, John (1991). Пацовски канали. Лондон: William Heinemann.

#### Српскохрватски
- Novak, Viktor (1948). Magnum Crimen: Pola vijeka klerikalizma u Hrvatskoj. Zagreb: Nakladni zavod Hrvatske.
- Kostić, Lazo M. (1974). Хрватска зверства у другом светском рату. Чикаго: Изд. Српске нар. одбране у Америци.
- Krizman, Bogdan (1978). Анте Павелић и усташе. Загреб: Глобус. ISBN 978-86-343-0130-4.
- Krestić, Vasilije (1986). О генези геноцида над Србима у НДХ. Књижевне новине, XXXII, септембар, 15. стр. 1, 4-5.
- Petrović, Rastislav V. (1992). Геноцид са благословом Ватикана. Београд: Фонд "Никола Тесла" за помоћ Србима изван Србије.
- Kazimirović, Vasa (1987). НДХ у светлу немачких докумената и дневника Глеза фон Хорстенау, 1941-1944. Београд: Нова књига / Народна књига.
- Dedijer, Vladimir (1987). Ватикан и Јасеновац: документи. Београд: Рад.
- Bulajić, Milan (1988—1989). Усташки злочини геноцида. Београд: Рад.
- Bulajić, Milan (1992). Misija Vatikana u Nezavisnoj Državi Hrvatskoj: "Politika Stepinac" razbijanja jugoslovenske države i pokatoličavanja pravoslavnih Srba po cijenu genocida; Stvaranje Civitas Dei - Antemurale Christiantitatis. 1. Beograd: Politika.
- Bulajić, Milan (1992). Misija Vatikana u Nezavisnoj Državi Hrvatskoj: "Politika Stepinac" razbijanja jugoslovenske države i pokatoličavanja pravoslavnih Srba po cijenu genocida; Stvaranje Civitas Dei - Antemurale Christiantitatis. 2. Beograd: Politika.